# 二木康太
二木 康太（ふたき こうた、1995年8月1日 - ）は、鹿児島県国分市（現：霧島市）出身のプロ野球選手（投手）。右投右打。千葉ロッテマリーンズ所属。

## 経歴

### プロ入り前
小学3年生までサッカーチームに所属しており、今でもサッカーは趣味であり特技である。5年生の頃、霧島市立青葉小学校のスポーツ少年団（軟式野球）に入団し、野球を始め、霧島市立国分中学校時代には軟式野球部に所属し投手としてプレーした。
鹿児島情報高等学校では1年秋から背番号「1」を背負い、エースとして活躍した。
2年の夏は、鹿児島大会で18イニング連続無失点を記録する好投を見せるも、チームは4回戦の対鹿児島工戦で敗れた。新チームで挑んだ秋の鹿児島大会では、登板した53イニングで与えた四死球はわずかに4という制球力の良さを見せるなど、チームの創部後初の県大会優勝に貢献した。その後学校としては13年ぶり2回目の出場となった第131回九州地区高等学校野球大会（秋季九州大会）に臨んだが、2回戦（初戦）で長崎県代表の創成館に0-1で敗戦し、上位進出はならなかった。
3年春の鹿児島大会では決勝で鹿屋中央に敗れ、準優勝に終わる。2季連続の出場となった第132回九州地区高等学校野球大会（春季九州大会）も2回戦で敗退した。九州大会では2季合わせて全4試合に登板し、36投球回で失点3と抜群の安定感を見せた。ただ、第1シード校として臨んだ5月のNHK旗争奪鹿児島県選抜高校野球大会では鹿屋工にコールド負けを喫した。
高校生活最後の大会となる全国高校野球選手権鹿児島大会では、初戦で鹿児島城西を6安打9奪三振で完封する上々のスタートを切ると、準々決勝で神村学園を相手に5-4と逆転勝利し、チームとして創部以来初めての夏の鹿児島大会ベスト4進出を果たした。しかし、準決勝で樟南の前に1-5で敗れ、甲子園出場はならなかった。2013年9月17日付でプロ志望届を提出した。
2013年10月24日に行われたドラフト会議では、千葉ロッテマリーンズから6位指名を受けた。10月28日にロッテのスカウト陣が鹿児島情報高校を訪問し、同校野球部の図師賢剛監督らに指名の挨拶を行ったほか、二木本人へは監督（当時）の伊東勤からの直筆の色紙が贈られた。11月17日に鹿児島市内のホテルにて契約金2000万円、年俸500万円（金額は推定）で仮契約を結んだ。背番号は64。二木は初の鹿児島情報高校出身のプロ野球選手となった。

### ロッテ時代
2014年、チームに「二木プロジェクト」と題された大きな期待を受け、人一倍身体づくりに励んだ。イースタン・リーグでは2試合に登坂した。
2015年6月29日に行われた侍ジャパン大学日本代表 対 NPB選抜では、ケガのため辞退したチームメイトの田中英祐に代わりNPB選抜の一員として出場し、1イニングを無失点に抑えた。イースタン・リーグでは26試合の登板でチーム2位の94イニングを投げ、防御率3.45を記録すると、9月には先発で一軍デビュー予定であることが報道された。チームがAクラス争いの最中であったこともあり、9月中の一軍デビューは見送られたが、10月5日に一軍へ昇格し、同日の北海道日本ハムファイターズ戦の3回表からプロ初登板となり、5回1失点と好投した。翌6日に出場選手登録を抹消され、この年の一軍登板はこの1試合のみであった。
2016年は春季キャンプを一軍でスタートすると、開幕ローテーション入りを果たし、開幕5試合目の東北楽天ゴールデンイーグルス戦でプロ初先発となったものの、5回途中3失点でプロ初黒星を喫した。4月12日の楽天戦では9回1失点と好投し、プロ初勝利をプロ初完投で飾った。その後も先発ローテーションを守っていたが、交流戦明け最初の先発登板となった6月25日の埼玉西武ライオンズ戦で5回7失点を喫し、翌26日に登録抹消。二軍調整を経て先発した7月8日の北海道日本ハムファイターズ戦では自己最短の3回で降板し、自己ワーストの9失点で敗戦投手となるなど、交流戦明けからは調子を落とした。先発予定だった8月17日の楽天戦に、前日雨天ノーゲームとなった同カードで先発したジェイソン・スタンリッジがスライド登板し、先発機会が無くなったことで8月19日の西武戦ではロングリリーフを務めた。以降は再び先発に戻ったが、苦しい投球は続き、シーズン最後の登板となった9月28日の福岡ソフトバンクホークス戦では4回を投げ、自己ワーストタイの9失点で敗戦投手となった。この年は22試合（21先発）の登板で7勝9敗・防御率5.34を記録し、オフに1260万円増となる推定年俸1800万円で契約を更改した。
2017年は練習試合やオープン戦で好投しながらも開幕ローテーションに入れなかったが、二軍戦4試合で防御率0.84と結果を残し、4月14日の西武戦でシーズン初先発となり、7回4安打9奪三振1失点と好投。チーム事情で翌15日に出場選手登録を抹消されたが、4月29日の西武戦に先発してシーズン初勝利を挙げると、先発ローテーションに定着し、安定した投球を続け、監督推薦でオールスターに初選出。7月15日の球宴第2戦の6回表から登板すると、自己最速を更新する151km/hを計測し、2イニングを2安打無失点に抑えた。後半戦も先発ローテーションを守り、シーズン最終戦では規定投球回到達に向けてブルペン待機となり、2イニングを投げて自身初めて規定投球回をクリア。22試合（21先発）の登板で7勝9敗という数字は前年と同じであったものの、奪三振数は81→128、QS数は7→15、防御率は5.34→3.39と投球内容を大きく改善させた。オフに2200万円増となる推定年俸4000万円で契約を更改した。
2018年も開幕ローテーション入りし、開幕5試合目のオリックス・バファローズ戦に先発するも、6回途中3失点で敗戦投手。前年のシーズン後半からストレートの球速が低下しており、4月22日の西武戦では1回2/3で降板し、5失点（自責点3）で敗戦投手。続く同30日の日本ハム戦ではシーズン2勝目を挙げるも、だましだましの状態で投げる姿を見た首脳陣は二木の二軍降格を決断し、その後はストレートの力強さをテーマに二軍調整が続いた。7月18日の楽天戦で一軍復帰を果たすと、8月17日の楽天戦ではプロ初完封勝利を挙げた。復帰後は6試合連続でQSをクリアしたものの、復帰後7試合目の先発登板となった8月31日の日本ハム戦で6回途中7失点（自責点6）を喫すると、以降は不安定な投球が続き、この年は16試合の先発登板で4勝7敗・防御率3.93という成績であった。オフに300万円増となる推定年俸4300万円で契約を更改した。
2019年はオープン戦で結果を残せず、開幕ローテーション入りを逃したが、石川歩とボルシンガーが開幕早々に故障で離脱したことを受け、4月6日のソフトバンク戦でシーズン初先発となり、6回4安打2失点で勝利投手。以降は先発ローテーションに定着し、7月1日には監督推薦で自身2度目となるオールスターに選出された。しかし、8月に入り3試合連続で5失点以上を喫すると、8月24日のソフトバンク戦では2回5安打1失点で降板し、翌25日に出場選手登録を抹消された。9月9日のソフトバンク戦で2か月ぶりとなる7勝目を挙げたが、同24日の西武とのシーズン最終戦、チームのCS進出が懸かったこの試合に先発するも、2回持たずに5失点で降板し、チームは3年ぶりにCS進出を逃した。この年は前半戦14試合の先発で6勝5敗・防御率3.40を記録したものの、後半戦は8試合の先発で1勝5敗・防御率6.75と失速し、シーズン全体では22試合の先発登板で7勝10敗・防御率4.41という成績であった。12月5日に300万円増となる推定年俸4600万円で契約を更改し、同24日には背番号が18に変更されることが球団から発表された。
2020年は新型コロナウイルスの影響で開幕が6月19日に延期。開幕ローテーションに入り、開幕4試合目のオリックス戦に先発し、4回まで完全投球を見せるも、5回にアダム・ジョーンズに来日初本塁打を献上。6回には3失点を喫し、5回2/3を4失点で降板した。続く6月30日の楽天戦では1回1/3で降板、6失点で敗戦投手となり、翌7月1日に出場選手登録を抹消された。二軍調整を経て8月8日のオリックス戦に先発し、7回2失点の好投でシーズン初勝利を挙げると、9月14日のオリックス戦では自身2度目の完封勝利。8月29日のオリックス戦から10月16日の日本ハム戦にかけては自身6連勝を記録したなど、一軍再昇格後は先発ローテーションを守り、この年は15試合の先発登板で9勝3敗・防御率3.40という成績を残し、オフに1400万円増となる推定年俸6000万円で契約を更改した。
2021年、春季キャンプ中の2月11日に井口資仁監督と吉井理人投手コーチにいつ投げたいかを聞かれ、「開幕に投げたいです」と直訴し、自身初の開幕投手が内定。ソフトバンクとの開幕戦に先発するも6回途中5失点で敗戦投手となった。後半戦の初戦も先発を任されるなど、高い期待を受けたシーズンであったが、前半戦だけで16被弾と非常に被本塁打が多かった。チームが優勝争いを繰り広げていたシーズン終盤でもその悪癖は治らず、9月24日の西武戦では2被弾を含む4回4失点、10月2日の楽天戦でも2被弾を含む5回4失点と背信投球が続いた。この楽天戦の直後に次回登板が10月16日のソフトバンク戦であると告げられ、万全を期して先発マウンドに上がったが、柳田悠岐に逆転3点本塁打を打たれるなど5失点を喫し、1回2/3で降板。この試合を最後に登板機会が無いままレギュラーシーズンを終え、チームはリーグ2位でクライマックスシリーズに進出し、ファイナルステージで敗退したが、二木の登板機会は無かった。この年は22試合（21先発）の登板で5勝7敗・防御率4.38という成績にとどまり、24被弾はリーグ最多。ワースト2位（23被弾）の髙橋光成、ワースト3位（22被弾）の石川柊太が規定投球回に到達した一方、二木は117イニングと本数だけでなく被本塁打の頻度も高かった。契約更改交渉では自身初のダウン提示となり、500万円減となる推定年俸5500万円でサインをした。
2022年は開幕2試合目が雨天中止となり、小島和哉の先発予定試合が変わったことで二木は開幕7試合目の西武戦でシーズン初登板初先発となり、7回無失点の好投でシーズン初勝利を挙げた。登板機会の都合で4月4日に出場選手登録を抹消されたが、同14日のソフトバンク戦に中11日で先発し、6回2失点（自責点1）と好投した。ただ、4月16日に再び登板機会の都合で出場選手登録を抹消されると、ぎっくり腰で戦列を離れ、6月17日の日本ハム戦で2か月ぶりの先発登板となったが、3回1/3を4失点で降板。翌18日に登録抹消されるも、7月8日のオリックス戦に先発すると、7回無失点の好投で勝利投手となった。その後は先発ローテーションを回ったが、8月2日に新型コロナウイルスに感染し、同日付で特例2022により出場選手登録を抹消された。9月17日の日本ハム戦で一軍復帰登板となり、5回1/3を2失点で勝敗は付かず、続く同24日のソフトバンク戦では3回2/3を6失点で敗戦投手。翌9月25日に出場選手登録を抹消されて以降の一軍登板は無く、この年は9試合の先発登板で2勝4敗・防御率4.18という成績に終わった。オフに900万円減となる推定年俸4600万円で契約を更改した。
2023年は2月15日の練習試合にて、一塁のベースカバーに入った際に右太ももの肉離れを発症。その後は「ちょっと怪我を繰り返してしまってなかなか復帰までいかなかったです。怪我してリハビリして、怪我してリハビリしての繰り返しでした」と本人が話したように、度重なる故障があり、実戦復帰を果たしたのは8月19日。この年は故障の影響で二軍でも4試合の登板にとどまり、ルーキーイヤー以来9年ぶりとなる一軍登板ゼロに終わった。11月17日、1100万円減となる推定年俸3500万円で契約を更改した。
2024年も一軍登板ゼロに終わり、二軍では19試合に登板して4勝2敗、防御率3.62という成績だった。11月19日に800万円減の推定年俸2700万円で契約を更改した。

## 選手としての特徴
1年目の春季キャンプでは、ストレートの最速は129km/h、スクワットでも20kgのバーベルを持ち上げるのが精一杯だったが、ウエイトトレーニングを重ね、長身を活かしたフォームを模索した結果、2017年には最速151km/hを記録した。ただし、2020年のストレートの平均球速は140.8km/hと、決して球の速い部類ではなく、制球力が最大の武器。特に、2020年は15試合の登板で与四球はわずか12個、与四球率は1.17を記録した。WHIPも0.97を記録するなど、余計な出塁を許さず、安定したピッチングを見せた。
変化球は、フォークボールを決め球に投じることが多いが、スライダーやカーブも投じる。

## 人物
鹿児島情報高校時代、学校からグラウンドまでの約12kmの道程を毎日走って通ったという。
2014年2月、合同自主トレ中に似たような名前で同期入団という縁を感じるということからいつか一緒に活躍してお立ち台に上るという目標で三木亮と共に「チーム五木」を結成している。
二木と同じ鹿児島県の出身である柏木由紀の大ファンである。

## 詳細情報

### 年度別投手成績
| 年 度     | 球 団     | 登 板 | 先 発 | 完 投 | 完 封 | 無 四 球 | 勝 利 | 敗 戦 | セ 丨 ブ | ホ 丨 ル ド | 勝 率 | 打 者 | 投 球 回 | 被 安 打 | 被 本 塁 打 | 与 四 球 | 敬 遠 | 与 死 球 | 奪 三 振 | 暴 投 | ボ 丨 ク | 失 点 | 自 責 点 | 防 御 率 | W H I P |
| --------- | --------- | ----- | ----- | ----- | ----- | -------- | ----- | ----- | -------- | ----------- | ----- | ----- | -------- | -------- | ----------- | -------- | ----- | -------- | -------- | ----- | -------- | ----- | -------- | -------- | ------- |
| 2015      | ロッテ    | 1     | 0     | 0     | 0     | 0        | 0     | 0     | 0        | 0           | ----  | 20    | 5.0      | 4        | 0           | 2        | 0     | 0        | 3        | 0     | 0        | 1     | 1        | 1.80     | 1.20    |
| 2016      | ロッテ    | 22    | 21    | 1     | 0     | 0        | 7     | 9     | 0        | 0           | .438  | 518   | 116.1    | 143      | 12          | 34       | 1     | 2        | 81       | 5     | 0        | 74    | 69       | 5.34     | 1.52    |
| 2017      | ロッテ    | 23    | 22    | 5     | 0     | 1        | 7     | 9     | 0        | 0           | .438  | 588   | 143.1    | 136      | 14          | 35       | 2     | 2        | 128      | 2     | 1        | 58    | 54       | 3.39     | 1.19    |
| 2018      | ロッテ    | 16    | 16    | 3     | 1     | 0        | 4     | 7     | 0        | 0           | .364  | 416   | 100.2    | 90       | 9           | 35       | 1     | 2        | 90       | 4     | 0        | 49    | 44       | 3.93     | 1.24    |
| 2019      | ロッテ    | 22    | 22    | 1     | 0     | 0        | 7     | 10    | 0        | 0           | .412  | 538   | 128.2    | 127      | 16          | 30       | 0     | 6        | 115      | 3     | 0        | 68    | 63       | 4.41     | 1.22    |
| 2020      | ロッテ    | 15    | 15    | 1     | 1     | 1        | 9     | 3     | 0        | 0           | .750  | 361   | 92.2     | 72       | 7           | 12       | 0     | 3        | 79       | 3     | 0        | 36    | 35       | 3.40     | 0.91    |
| 2021      | ロッテ    | 22    | 21    | 0     | 0     | 0        | 5     | 7     | 0        | 0           | .417  | 494   | 117.0    | 119      | 24          | 28       | 1     | 4        | 77       | 3     | 0        | 61    | 57       | 4.38     | 1.26    |
| 2022      | ロッテ    | 9     | 9     | 0     | 0     | 0        | 2     | 4     | 0        | 0           | .333  | 208   | 47.1     | 48       | 6           | 20       | 1     | 3        | 42       | 4     | 0        | 24    | 22       | 4.18     | 1.44    |
| 通算：8年 | 通算：8年 | 130   | 126   | 11    | 2     | 2        | 41    | 49    | 0        | 0           | .456  | 3143  | 751.0    | 739      | 88          | 196      | 6     | 22       | 615      | 24    | 1        | 371   | 345      | 4.13     | 1.25    |

- 2024年度シーズン終了時
- 各年度の太字はリーグ最多

### 年度別守備成績
| 年 度 | 球 団  | 投手  | 投手  | 投手  | 投手  | 投手  | 投手     |
| 年 度 | 球 団  | 試 合 | 刺 殺 | 補 殺 | 失 策 | 併 殺 | 守 備 率 |
| ----- | ------ | ----- | ----- | ----- | ----- | ----- | -------- |
| 2015  | ロッテ | 1     | 0     | 2     | 0     | 0     | 1.000    |
| 2016  | ロッテ | 22    | 6     | 22    | 0     | 1     | 1.000    |
| 2017  | ロッテ | 23    | 19    | 15    | 1     | 0     | .971     |
| 2018  | ロッテ | 16    | 3     | 9     | 0     | 0     | 1.000    |
| 2019  | ロッテ | 22    | 5     | 18    | 1     | 0     | .958     |
| 2020  | ロッテ | 15    | 4     | 13    | 0     | 0     | 1.000    |
| 2021  | ロッテ | 22    | 11    | 15    | 0     | 2     | 1.000    |
| 2022  | ロッテ | 9     | 6     | 1     | 0     | 0     | 1.000    |
| 通算  | 通算   | 130   | 54    | 95    | 2     | 3     | .988     |

- 2024年度シーズン終了時

### 記録
初記録
投手記録
- 初登板：2015年10月5日、対北海道日本ハムファイターズ25回戦（QVCマリンフィールド）、3回表に2番手で救援登板、5回1失点
- 初奪三振：同上、3回表に陽岱鋼から空振り三振
- 初先発登板：2016年3月30日、対東北楽天ゴールデンイーグルス2回戦（QVCマリンフィールド）、4回2/3を10安打3失点で敗戦投手
- 初勝利・初先発勝利・初完投勝利：2016年4月12日、対東北楽天ゴールデンイーグルス3回戦（楽天Koboスタジアム宮城）、9回8安打6奪三振1失点
- 初完封勝利：2018年8月17日、対東北楽天ゴールデンイーグルス（楽天生命パーク宮城）、9回2安打6奪三振

打撃記録
- 初打席：2016年6月16日、対中日ドラゴンズ3回戦（ナゴヤドーム）、2回表に小笠原慎之介から投ゴロ失策[111]

その他の記録
- 開幕投手：1回（2021年）
- オールスターゲーム出場：2回（2017年、2019年）

### 背番号
- 64（2014年 - 2019年）
- 18（2020年 - ）

### 登場曲
- 「POISON 〜言いたい事も言えないこんな世の中は〜」反町隆史（2016年）
- 「Halation」秦基博（2017年 - ）